# Château-Renault
Château-Renault är en kommun i departementet Indre-et-Loire i regionen Centre-Val de Loire i de centrala delarna av Frankrike. Kommunen ligger i kantonen Château-Renault som tillhör arrondissementet Tours. År 2022 hade Château-Renault 4 560 invånare.

## Befolkningsutveckling
Antalet invånare i kommunen Château-Renault
Referens:INSEE